# Luísa Mell
Marina Zatz De Camargo Zaborowsky (São Paulo, 19 de septiembre de 1978), más conocida como Luísa Mell, es una actriz, presentadora, activista y empresaria brasileña.

## Carrera
Su carrera comenzó a la edad de diecinueve años, cuando apareció en una comedia que se emitió en el programa dominical Domingo Legal. Luego pasó a Rede TV!, donde presentó algunos programas, de los que destaca Late Show, que tenía el propósito de rescatar animales en condición de calle y entregarlos en adopción. Activista de los derechos de los animales, Mell fue responsable de la aprobación de una ley que prohibía el uso de animales en espectáculos circenses y el sacrificio inmediato de los perros recogidos por las zoonosis.
En febrero de 2015 fundó el Instituto Luísa Mell, que trabaja principalmente en el rescate de animales heridos o en riesgo, la recuperación y la adopción. También mantiene un refugio con decenas de animales, entre perros y gatos, todos rescatados de las calles, donde son protegidos, alimentados y esperando la oportunidad de ser adoptados.

## Filmografía destacada

### Televisión
- Família Pimenta, como Dora (1998)
- Objeto do Desejo, como presentadora (2001)
- TV Fama, como presentadora (2002–2006)
- Late Show[5] / Late Show Viva Mundo[6] como presentadora (2002–2008)[7]
- Araguaia, como Cristina "Cris" Gouveia (2011)[8]
- Estação Pet, como presentadora (2011)[9]
- Luisa Mell Salva, como presentadora (2014)[10]
- SOS Pet, como presentadora (2014)[11]

### Cine
Sete Vidas, como Ana (2007)